# Seri (volk)

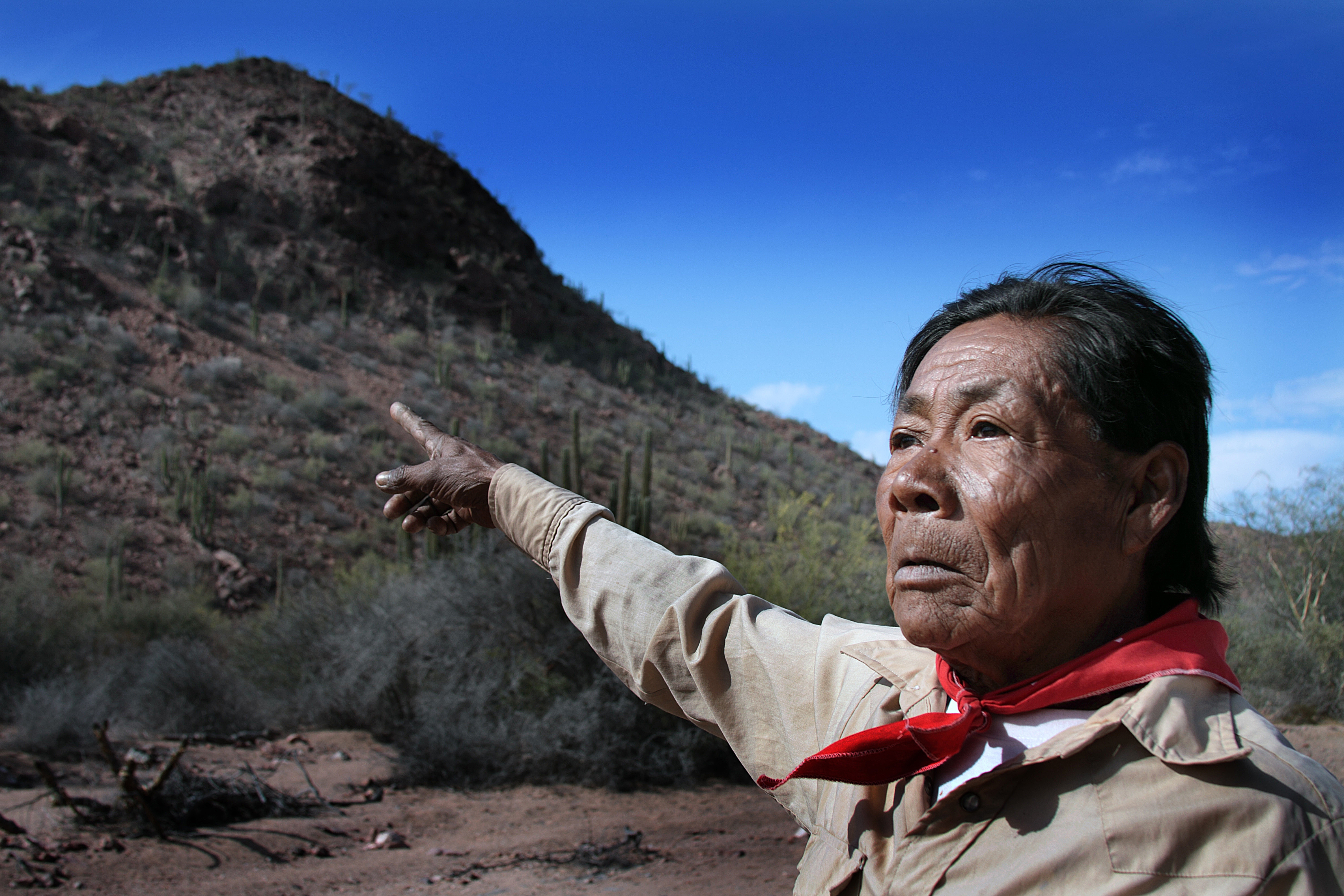
Chapito, een Seri-sjamaan uit Punta Chueca. Chapito wilde op deze manier gefotografeerd worden, wijzend naar de grotten van de berg.

De Seri zijn een inheemse bevolkingsgroep uit de Mexicaanse staat Sonora. Hun naam is een exoniem van onbekende oorsprong. Zelf noemen de Seri zich Comcaac.
Oorspronkelijk waren de Seri verdeeld over zes stammen die niet altijd op even goede voet met elkaar stonden. Door conflicten met onder anderen kolonisten en later de Mexicaanse overheid, gecombineerd met door de Europeanen meegebrachte ziektes als mazelen, daalde de Seri-populatie echter dusdanig dat de stammen bij elkaar werden gevoegd.
Anno 2006 waren er iets minder dan 1000 Seri. De meerderheid van de Seri verblijft in zogenaamde ejidos (gemeenschappelijke grond) in de steden Punta Chueca en El Desemboque, en op de eilanden Tiburón en San Esteban. Deze gebieden maken deel uit van hun oorspronkelijke grondgebied. Verder leven enkele Seri in andere plaatsen in Mexico.
De Seri waren oorspronkelijk jager-verzamelaars die zowel aan de kust als in het binnenland leefden. Van alle etnische groepen in Mexico hebben de Seri het meest hun eigen taal en cultuur behouden sinds de komst van de eerste Europese kolonisten. De Seri zijn zowel qua cultuur als taal niet verbonden met een van de andere inheemse bevolkingsgroepen van Mexico, zoals de Ópata en de Yaqui.
In 1900 was Tiburón hun laatste toevluchtsoord. Volgens Professor W.J. McGee van het Bureau of Ethnology was de gemiddelde lengte voor mannen zes voet (1,83 m) en voor vrouwen vijf voet negen inches (1,75 m) en bleven de Seri tot hun veertigste doorgroeien, zodat zij die jonger waren onder dat gemiddelde vielen en de ouderen erbovenuit kwamen. Ze zouden ongebruikelijk grote handen en voeten hebben gehad, harde voetzolen, kannibalen zijn geweest (wat toen nog van veel indianenvolken werd verteld) en qua ontwikkeling in het stenen tijdperk hebben geleefd.